# Halvmånetid
Halvmånetid är ett musikalbum från 1983 av den danska sångerskan Trille som gavs ut på skivbolaget Harlekin Musik. Albumet gavs ursprungligen ut som LP, men återutgavs på CD 2010 i boxen Hele Balladen.

## Låtlista

### Sida 1
1. "Halvmånetid" 4:22
2. "Søde søster" 5:26
3. "Ja, hvis du ikke fandtes" 4:24
4. "Pindsvin uden pigge" 3:59
5. "Brød i ovnen" 4:19

### Sida 2
1. "Alles liv for alle" 6:38
2. "En lille mus på vejen" 3:02
3. "Drømmedræber" 5:17
4. "Kæreste venner" 3:24
5. "Så synes jeg det er godt" 5:30